# Le Prince de Central Park
Le Prince de Central Park (titre original : The Prince of Central Park) est un livre écrit par Evan H. Rhodes en 1974.
Le livre fut adapté deux fois au cinéma :
- The Prince of Central Park en 1977 ;
- Prince of Central Park en 2000.